# Вночі
«Вночі́» (рус. Ночью) — авторский проект Святослава Вакарчука и одноимённый студийный альбом, выпущенный в 2008 году. В отличие от рок-стиля «Океана Ельзи» пластинка состоит преимущественно из спокойных джазовых песен.

## История создания
В конце 2007 года Святославу Вакарчуку пришла идея собрать друзей, которые занимаются музыкой различных жанров. На встрече, состоявшейся в одном из киевских кафе, присутствовало более 20 музыкантов и Вакарчук изложил им свой замысел: «Давайте сделаем что-то такое, что совместило бы разные несовместимые стили». Часть присутствовавших скептически отнеслась к его идеям и не пришла на следующую встречу. Остальные приняли участие в совместных репетициях, продлившихся 9 месяцев и представлявших собой импровизации «без стилей, без направлений, без рамок»: 

«И я сказал им так: тут не проект, где есть мои песни и есть аранжировщик. Мы начинаем с нуля. Никто не знает, что будет. …Мы играли всё, что взбредёт в голову… Каждая репетиция — форменный бардак».— Святослав Вакарчук
 Через два месяца, в течение которых несколько человек ушли, лидер проекта, не видевший себя в длинных джазовых композициях, осознал, что необходимо перейти к песенной форме.
Вакарчук взял песни, которые не укладывались в альбомы «Океана Ельзи», остальные были созданы во время репетиций. Большая часть текстов была написана в ночное время, и сам автор так определил тематику альбома: «В этом альбоме собраны переживания, которые испытывает человек, остающийся ночью один на один с сокровенными мыслями, которым нет места днем, за делами, суетой…» Песня «Там, де літо» была написана во время работы над альбомом Gloria и первоначально носила название «Золото i вино»; Вакарчук предполагал, что «она выйдет абсолютно спокойной, но Лёша Саранчин и Аня Чайковская сделали из неё абсолютно оригинальную смесь регги и боссановы в сопровождении контрабаса».
Несколько вещей были созданы в заграничных поездках. Так, «Пізно вночi», иногда называемую заглавной, Вакарчук написал в номере нью-йоркского отеля, вернувшись из джазового клуба Blue Note. Две другие родились на отдыхе в Швейцарии: открывающая альбом «Ой поперед мене гори синi» вдохновлена горным пейзажем на берегу Женевского озера и, по словам Вакарчука, стала «квинтэссенцией моих переживаний и ощущений, которые предшествовали этому альбому»; а слова к «Така, як ти» были написаны в кафе, завсегдатаем которого был Владимир Набоков в последние годы жизни. Единственный англоязычный трек Wherever You Are был создан «под воздействием романтичного настроения» во время гастролей за границей.
При создании «Не йди», родившейся во время импровизаций, использовались тар, бузуки и другие фольклорные инструменты в исполнении иранских друзей Милоша Елича, а также партия флейты Богдана Гуменюка. Небольшие затруднения в подборе оригинальной аранжировки вызвала песня «Бути з тобою»; наконец Вакарчук придумал чередовать пение под акустическую гитару с джазовыми фрагментами. Композицию «Не опускай свої очі» Вакарчук назвал любимой, отметив важную роль фортепианной партии Алексея Саранчина, а любимой женщине посвятил «Чайку», звучание которой пытался сделать «в стиле старых французских фильмов а-ля Шарль Азнавур». Первая часть песни «Колискова» была написана Денисом Дудко в 1998 году, а вторую часть сочинил Святослав Вакарчук, по словам которого, «это — колыбельная двух влюблённых»; в её записи был использован классический гобой.

Мелодия «Дзвони» (рус. Колокола) была написана клавишником группы «Океан Ельзи» Милошем Еличем, сербом по национальности, в традиционном для балканской музыки размере семь восьмых и вдохновлена Косовской войной и другими событиями на родине музыканта, причинившими ему душевную боль. В тексте песни Вакарчук выразил призыв к молодому поколению современной Украины: 
«Надеюсь, что молодое прогрессивное поколение, наконец, перестанет делать вид, что ему всё безразлично, и начнёт менять ситуацию в стране».
 В описании к ней автор употребил латинское крылатое выражение Contra spem spero (рус. Надеюсь вопреки ожиданию), которое также является названием стихотворения Леси Украинки, относящего к гражданской лирике поэтессы. Для того чтобы попасть в специфический ритм песни, вокалисту потребовалось несколько репетиций, во время которых участники решили увеличить темп и добавить ударных; в качестве бэк-вокалиста выступил автор музыки.
Запись песен проходила в Доме звукозаписи в Киеве, сведение — на ICP Studios в Брюсселе («Бельгия), а над мастерингом работал лауреат двух Грэмми» Гевин Ларссен на студии Lurssen Mastering (Лос-Анджелес). Диск записывали участники «Океана Ельзи» и приглашённые музыканты. Некоторые композиции помог записать Национальный симфонический оркестр Украины.

## Релиз и продвижение
4 ноября 2008 года в Национальном академическом драматическом театре им. Ивана Франко состоялась закрытая презентация альбома. Среди известных фигур были писатель Любко Дереш, ведущие Савик Шустер, Вахтанг Кипиани и Микола Вересень, режиссёр Роман Балаян, посол США на Украине Уильям Тейлор, модельер Оксана Караванская, политики Анатолий Гриценко, Инна Богословская и Нестор Шуфрич, джазмен Алексей Коган, бывшие «океановцы», а теперь музыканты Esthetic Education Дмитрий Шуров и Юрий Хусточка. Во время концерта зал трижды вызывал музыканта на бис, аплодируя стоя, а после выступления присутствующие поделились позитивными впечатлениями: «Когда я слушал её первый раз, было несколько моментов, когда мне по-настоящему хотелось плакать» (А. Коган); «„Вночі“ — очень интимный, доверительный альбом, для людей задумывающихся и сомневающихся в своих поступках» (Р. Балаян); «Мне в этом альбоме очень понравилась эмоциональность, теплота, поиск, желание сделать что-то другое, посмотреть на мир немного иначе» (С. Шустер). 4 декабря диск появился в музыкальных магазинах Украины.
Положительные отклики, полученные после презентации, побудили Святослава Вакарчука начать концертное турне в поддержку альбома, которое первоначально не планировалось.
Гастроли стартовали 6 марта 2009 года в Киеве и продолжались до 11 апреля, охватив 15 украинских городов.

Помимо выступлений Вакарчук провёл ряд встреч с молодёжью в рамках социальной акции «Человек создаёт Страну»: 
Я обращаюсь с просьбой принести на встречу книгу (прочитанную или новую, легкую или серьёзную), чтобы открыть путь в будущее для воспитанников детских домов.
 Первыми, кто пожертвовал книги, стали журналисты, принесшие их на пресс-конференцию 27 февраля.
27 мая 2009 года состоялся российский релиз альбома на лейбле «Мистерия Рекордс», и в тот же день прошла презентация проекта в Москве на сцене МХАТа им. Горького. Две песни из альбома звучали на «Нашем радио» и занимали места в хит-параде «Чартова дюжина»: «Не опускай своi очi» (в течение 7 недель, добралась до 3-й строчки) и «Чайка» (3 недели, № 11). Во второй половине 2009 года диск возглавлял рейтинг продаж российской музыки крупнейшей российской музыкальной сети «Пурпурный легион» и занял 21-е место в годовом чарте.
17 октября 2009 года участники проекта выступили на Международном джазовом фестивале Jazz in Kiev. Журналист Анатолий Шарий так описал свои ощущения от выступления коллектива: «Звучала завораживающая музыка со сцены „Октябрьского“, и в полутёмном, застывшем зале возникали образы ночной кухни, хриплого, последнего разговора, сигареты, изломанных в неясном свете ночника теней и сладкого привкуса ностальгии по ускользающим чувствам. <…> Его не отпускали, и он послушно выходил на бис. Он создал праздник, который надолго (навсегда?) запомнится людям, соприкоснувшимся в тот вечер с настоящим украинским искусством».
| Дата            | Город           | Место                                                |
| --------------- | --------------- | ---------------------------------------------------- |
| 4 ноября 2008   | Киев            | Театр им. Франко                                     |
| 15 декабря 2008 | Ужгород         | Драмтеатр                                            |
| 6 марта 2009    | Киев            | Дворец «Украина»                                     |
| 11 марта 2009   | Одесса          | Театр музыкальной комедии                            |
| 11 марта 2009   | Одесса          | Сады Победы                                          |
| 14 марта 2009   | Черновцы        | Театр им. О. Кобылянской                             |
| 15 марта 2009   | Тернополь       | ПК «Березіль»                                        |
| 16 марта 2009   | Львов           | Оперный театр (2 концерта)                           |
| 18 марта 2009   | Ровно           | Кинотеатр «Україна»                                  |
| 19 марта 2009   | Ивано-Франковск | Драматический театр                                  |
| 23 марта 2009   | Сумы            | Театр им. Щепкина                                    |
| 26 марта 2009   | Москва          | Клуб «Цвет ночи»                                     |
| 1 апреля 2009   | Донецк          | ДМ «Юность»                                          |
| 3 апреля 2009   | Запорожье       | ДК «Днепроспецсталь»                                 |
| 4 апреля 2009   | Полтава         | ПД «Листопад»                                        |
| 5 апреля 2009   | Кривой Рог      | Дворец молодёжи и студентов                          |
| 6 апреля 2009   | Днепропетровск  | Оперный театр                                        |
| 7 апреля 2009   | Харьков         | Театр оперы и балета                                 |
| 9 апреля 2009   | Чернигов        | Драматический театр                                  |
| 11 апреля 2009  | Киев            | Дворец «Украина»                                     |
| 27 мая 2009     | Москва          | МХАТ им. Горького                                    |
| 28 мая 2009     | Нижний Новгород | Театр оперы и балета                                 |
| 28 июня 2009    | Луцк            | «Відкрита ніч у Луцькому замку»                      |
| 17 октября 2009 | Киев            | Jazz in Kiev Международный центр культуры и искусств |
| 23 октября 2009 | Москва          | Клуб «Икра»                                          |
| 2 января 2010   | Львов           | Оперный театр (2 концерта)                           |

| Внешние аудиофайлы | Внешние аудиофайлы                                                     |
| ------------------ | ---------------------------------------------------------------------- |
|                    | «Не опускай свої очі» — дебют песни в «Чартовой дюжине» 22 мая 2009 г. |

## Отзывы
Илья Зинин из журнала Rolling Stone Russia назвал альбом «образчиком буржуазного салонного джаза, скроенного красиво и богато, но напрочь лишённого рок-н-ролльной составляющей», однако в целом проект получил благожелательные отзывы, хотя и отмечалось, что в жанровом плане он имеет опосредованное отношение к джазу.

## Список композиций
Слова и музыка всех песен — написаны Святославом Вакарчуком, если не указано иначе.
| №   | Название                                               | Длительность |
| --- | ------------------------------------------------------ | ------------ |
| 1.  | «Ой, поперед мене гори сині»                           | 4:35         |
| 2.  | «Не йди»                                               | 5:14         |
| 3.  | «Бути з тобою»                                         | 3:49         |
| 4.  | «Колискова» (муз. Дениса Дудко / Святослава Вакарчука) | 2:19         |
| 5.  | «Пізно вночі»                                          | 3:51         |
| 6.  | «Там, де літо»                                         | 3:44         |
| 7.  | «Дзвони» (муз. Милоша Елича)                           | 4:20         |
| 8.  | «Не опускай свої очі»                                  | 3:31         |
| 9.  | «Чайка»                                                | 3:47         |
| 10. | «Така, як ти»                                          | 3:46         |
| 11. | «Wherever You Are» (бонус-трек)                        | 4:08         |

- В российское издание в качестве бонуса была включена запись концертного исполнения песни «Не опускай свої очі» на презентации в театре им. Ивана Франко[17].

## Участники
| Экс-«Океан Ельзы» - Денис Глинин — барабаны (кроме 1, 2, 10), уд (2), перкуссия (10) - Денис Дудко — бас (6, 8, 11), контрабас (кроме 6, 8, 11) - Милош Елич — электроорган «Rhodes» (1, 5), бэк-вокал (7), синтезатор (6, 9), аранжировка, продюсер - Пётр Чернявский — гитара (кроме 2, 7, 10), бузуки (2, 7, 10) | Приглашённые музыканты - Роман Алексеенко — труба (5) - Александр Береговский — перкуссия (кроме 4, 10, 11), литавры (10) - Богдан Гуменюк — саксофон (1, 3, 5), флейта (2, 11) - Али Зоманпур — перкуссия (2, 11) - Юрий Мандрык — гобой (4-6) - Алексей Морозов — гитара (7, 8, 10) - Сергей Охримчук — скрипка (7, 11) - Алексей Саранчин — рояль (кроме 2), бэк-вокал (7) - Анна Чайковская — бэк-вокал (6, 11) - Мегди Юсафиан (выпускник класса профессора Евгения Станковича Киевской консерватории) — тар (2), перкуссия (2, 11) - Струнний квартет Национального симфонического оркестра Украины (3, 7, 8) - Национальный симфонический оркестр Украины (5, 7-11) - Кирилл Шарапов — скрипка (10) |

## История издания
| Страна  | Дата           | Лейбл          | Формат | Номер по каталогу |
| ------- | -------------- | -------------- | ------ | ----------------- |
| Украина | 4 декабря 2008 | Susy / Moon    | CD     | MR 3240-2         |
| Россия  | 27 мая 2009    | Мистерия звука | CD     | MZ 470-9          |